# Phillip Bennett

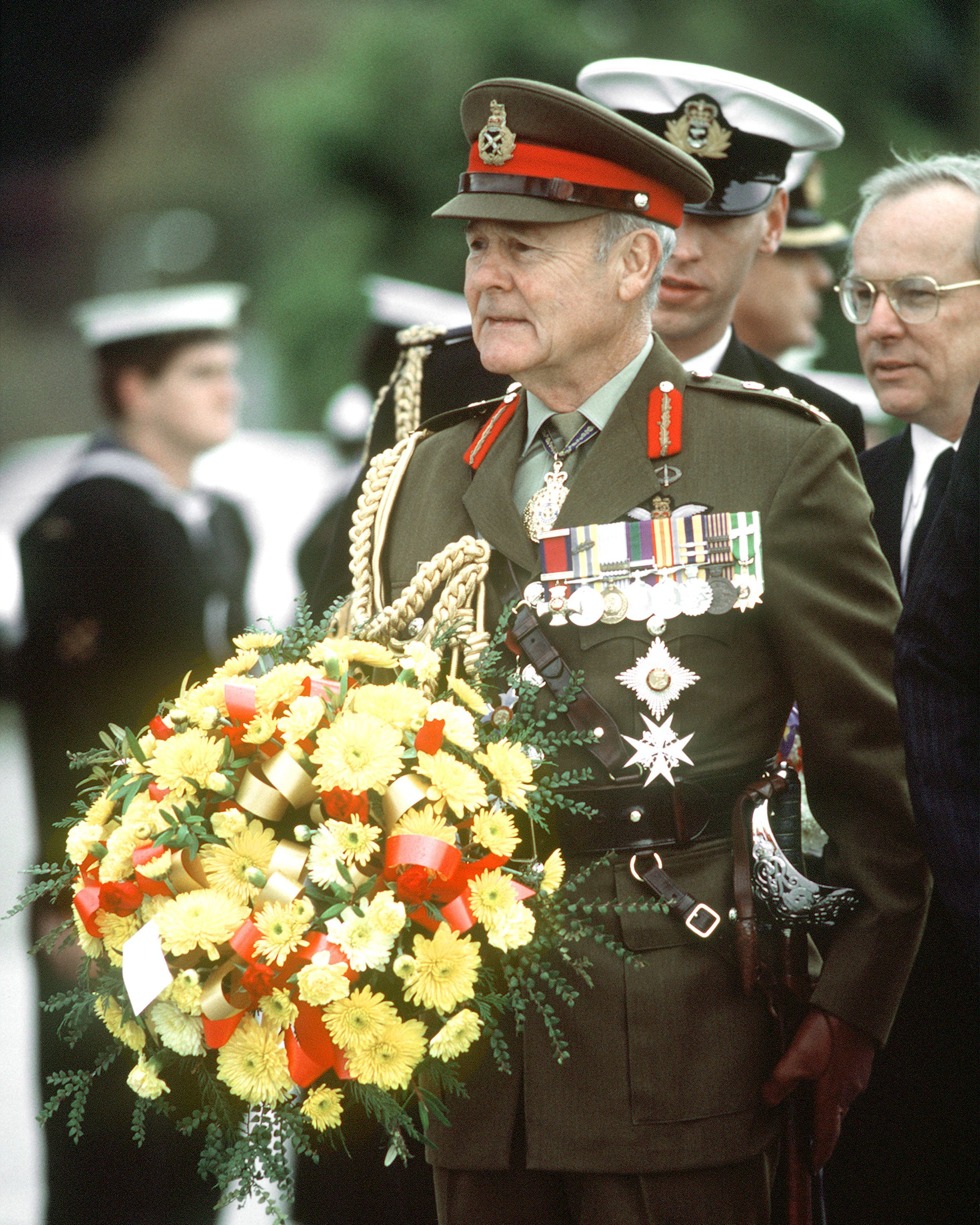
Sir Phillip Bennett (1992)

Sir Phillip Harvey Bennett AC KBE DSO (* 27. Dezember 1928 in Perth, Australien; † 1. August 2023) war ein australischer General sowie Oberkommandierender der australischen Streitkräfte und Gouverneur von Tasmanien.

## Leben
Bennett wuchs im Perther Stadtteil East Freemantle auf und besuchte das Royal Military College in Canberra, das er 1948 im Range eines Leutnants verließ. Anschließend wurde er zu den Besatzungstruppen nach Japan versetzt. Ab September 1950 nahm er am Koreakrieg teil, wo er kurz darauf verwundet wurde. 1951 wurde er für seine Tapferkeit ausgezeichnet (Mentioned in Despatches). Von 1957 bis 1958 diente er für die Commonwealth-Truppen im Vereinigten Königreich, auf Malta und in Britisch-Zypern. In den Jahren 1962–65 war er leitender Ausbilder der Offiziersschule in Portsea. Ab 1968 kämpfte Bennett im Vietnamkrieg und wurde mit dem Distinguished Service Order ausgezeichnet.
Nach mehreren Posten im Hauptquartier der australischen Armee wurde Bennett 1984 Oberkommandierender der Streitkräfte und blieb dies bis zu seinem Rückzug 1987. Anschließend war er bis 1995 Gouverneur von Tasmanien.
Nach seinem Ruhestand war er als Vorsitzender der Australian War Memorial Foundation sowie als Präsident des Order of Australia tätig.

## Auszeichnungen
- Companion of the Distinguished Service Order (1969)
- National Medal (1977)
- Officer of the Order of Australia (1981)
- Knight Commander of the Order of the British Empire (1982)
- Commander of the Legion of Merit (1983)
- Order of National Security Merit (Südkorea) (1985)
- Companion of the Order of Australia (1985)
- Knight of the Order of Saint John (1988)
- Australian Active Service Medal 1945–1975
- Korea Medal
- United Nations Korea Medal
- General Service Medal
- Vietnam Medal
- Australian Service Medal 1945–1975
- Defence Force Service Medal
- Australian Defence Medal
- Vietnam Campaign Medal
- Pingat Jasa Malaysia (Malaysia)
- Centenary Medal (2001)